# دين تهكمي
الأديان التهكمية هي مجموعة أفكار ساخرة لنقد دين ما أو طائفة كما يمكن أن يكون عبارة عن دين غير جدي غير أن بعض الناس يعتبرونه نخبويا ويمكن تصنيفه كدين حقيقي. يمكن للدين التهكمي ان يكون بمثابة سخرية من فكرة الدين والإيمان بخالق عموما. إحدى أشهر الديانات التهكمية كانت ما يدعى باستافاريانية والتي ظهرت عام 2005 للسخرية من قرار مجلس التعليم في كنساس بتعليم فرضية التصميم الذكي في المدارس إلى جانب نظرية التطور وهناك أيضا كنيسة غوغل التي تدعو لعبادة محرك البحث غوغل.
تَستهدف الأديان التهكمية تسليط الضوء على أوجُه القصور في حجج دينية معيّنة، على أساس أن تلك الحجج إذا دعمت قيام دين تهكمي أيضًا فهي حجج واهنة بادية القصور. من ذلك دين الباستافاريانية (وحش السباغيتي الطائر) الساخر من تدريس فكرة الخلق والتصميم الذكي في المدارس، مُطالبًا بتدريسه أيضًا كما تُدرَّس هاتان الفكرتان.
أحيانًا ما تتيح ديانات تهكمية تقديم «سر الكهنوت» بالبريد أو بالإنترنت مقابل سعر رمزي، لتتساوى مع الدين المسخور به من حيث الاعتراف بأحقية رجالها وكَهَنتها في عقد الزواجات، بموجب أحكام حرية الاعتقاد –شاملة التعديل الأول والرابع عشر في الدستور الأمريكي–. وطالبت أيضًا ديانات تهكمية بالتسهيلات والخدمات الممنوحة قانونيًّا للديانات السائدة المسخور منها، كتوفير الأزياء والطاقيات الدينية. في 2016 حكمت محكمة أمريكية فدرالية بأن الباستافاريانية ليست ديانة حقيقية، لكن حصلت ديانة «رجُل اليوم الآخر» على بعض التسهيلات والخدمات في بضع ولايات أمريكية وبلدان أخرى. 
لِكثير من الديانات التهكمية أتباع جادُّون إلى حد ما، يعتدّون بمعتقداتها وإن بدت سخيفة، ويرونها مهمة روحانيًّا، وهذه مقاربة دينية من مقاربات ما بعد الحداثة. فيصعب الجزم في الديانة الديسكوردية مثلًا بأن أتباعها «الجادين» هؤلاء ليسوا مجرد مازحين.

## قائمة أديان تهكمية مشهورة

### تهكُّميات بمعتقدات معيّنة
وُلدت الأديان اللاحقة للتهكم بمعتقدات دينية معيّنة:
| الدين                                  | الوصف |
| الآخِرِيَّة                                | هجاء للأديان الشبيهة بالسينتولوجيا، ظهر في فيلم «اسْكِتْسوبوليس». |
| وحيد القرن الوردي الخفي                | تهكم بتعريف المؤمنين لله، يسلط الضوء على طبيعة الاعتقاد الديني الاعتباطية غير القابلة للدحض، كما في حالة إبريق راسل. |
| الكيبُوِيّة                               | سخرية من الدين قامت على شبكة يوزْنِت. |
| كنيسة لاندوفر المعمدانية               | تهكم هجائي بالمسيحية الأصولية. |
| ديانة الخميس الماضي                    | نسخة فكاهية من «الأُمْفالِيّة» المبنية على اعتقاد أن الكون خُلق الخميس الماضي، وُضعت لتسليط الضوء على مشكلة المعتقدات غير القابلة للدحض. ومنها نُسخة أخرى تُدعى «الأربعاء المقبل»، بناء على فيلم جون لانديز «أراك الأربعاء المقبل». |
| الباستافاريانية (وحش السباجيتي الطائر) | تهكم بمفهوم الخلق والتصميم الذكي والدين عمومًا، وهي بمنزلة نسخة حديثة من «إبريق راسل». |
| إبريق راسل                             | أداة تشبيهية اقترحها راسل لدحض وجود عبء إثبات فلسفي واقع على عاتق المشكِّكين في مزاعم الأديان. |
| الطَّرڤُوِية                               | دين ساخر اخترعه الكوميديّان البريطانيان پيتر سيرافينوفيتش وروبرت پوپر للمسلسل التليفزيوني «انظر حولك»، للتهكم بالفيديوهات الدينية التعليمية كتلك التي يُعدّها المسيحيون وأتباع السينتولوجيا.                                   |
| الكنيسة الأولى للضحكة الأخيرة          | دين تهكمي أقامه نفس الشخص الذي أقام «الموكب السنوي للقديس غبي» في سان فرانسيسكو. |
| جلدة الحنفية                           | ديانة أنشائها اللاديني جورج بول بهدف السخرية من الإسلام والأديان الأخرى. |

### أديان ما بعد الحداثة
الأديان اللاحقة من أديان ما بعد الحداثة، يمكن حسبانها تهكمات بأديان قائمة بالفعل:
| الدين                                   | الوصف |
| سينودوس التنكيت والسكْر للحمقى والمهرجين | ناد اجتماعي أسسه بطرس الأكبر قيصر روسيا. كثيرًا ما أحدث جدلًا بسخريته من الكنيسة. |
| البوكونونية                             | دين خيالي من رواية كورت فونيجت «مهْد القطة»، قائم على فكرة نشر أكاذيب مريحة غير ضارة تُدعى «فوما»، وكتابه «كُتب بوكونون» تهكم بالعهد الجديد. انظر أيضًا «كنيسة الرب غير المكترث» في رواية كورت فونيجت «سارينات تيتان». |